# Więzień Doliny Białej Śmierci
Więzień Doliny Białej Śmierci (ang. The Prisoner of White Agony Creek) – komiks Dona Rosy, po raz pierwszy wydany w 2006 r. (pierwsze polskie wydanie pochodzi z 2007 r.).
Historia jest jednym z rozdziałów dodatkowych serii Życie i czasy Sknerusa McKwacza (8B) - chronologicznie umiejscowionym między Królem Klondike a Dwoma sercami w Jukonie.
Ze względu na problemy zdrowotne autora był to ostatni komiks Dona Rosy.

## Fabuła
Akcja komiksu toczy się w 1897 r.
Po tym, jak Złotka O'Gilt odurzyła Sknerusa i ukradła mu jego samorodek złota, McKwacz decyduje się zemścić się na niej. Porywa Złotkę i zabiera ją na swoją działkę w Dolinie Białej Śmierci. Tam Złotka, właścicielka kasyna, zostaje zmuszona do ciężkiej pracy fizycznej w poszukiwaniu złota. W ten sposób Sknerus ma nadzieję nauczyć ją, ile zachodu wymaga zdobycie kruszcu. Miesiąc spędzony we wspólnym towarzystwie sprawia, że Złotka i Sknerus lepiej się poznają.
W tym samym czasie Wyatt Earp, Bat Masterson i sędzia Roy Bean - najtwardsi stróże porządku Dzikiego Zachodu - chcą kupić salon w Dawson City, należący do Śliskiego Kręta i zatrudnić w nim Złotkę jako tancerkę. Gdy dowiadują się, że Złotka została porwana przez Sknerusa, decydują się ruszyć jej na ratunek.